# Мислакувко
Мислакувко (пол. Mysłakówko, нім. Meiselbach) — село в Польщі, у гміні Тлухово Ліпновського повіту Куявсько-Поморського воєводства.
Населення — 256 осіб (2011).
У 1975-1998 роках село належало до Влоцлавського воєводства.

## Демографія
Демографічна структура станом на 31 березня 2011 року:
|          | Загалом | Допрацездатний вік | Працездатний вік | Постпрацездатний вік |
| -------- | ------- | ------------------ | ---------------- | -------------------- |
| Чоловіки | 131     | 31                 | 87               | 13                   |
| Жінки    | 125     | 28                 | 77               | 20                   |
| Разом    | 256     | 59                 | 164              | 33                   |